# Stazione di Ginevra Aeroporto
Ginevra Aeroporto (in francese gare de Genève-Aéroport) è una stazione ferroviaria situata sotto il terminal dell'Aeroporto Internazionale di Ginevra, nel territorio del comune di Le Grand-Saconnex.
Il servizio ferroviario ha una cadenza di 5 treni l'ora che fermano tutti alla stazione di Ginevra Cornavin con una percorrenza di circa 6 minuti. I treni regionali sono limitati tutti a quest'ultima stazione, mentre gli InterCity e le altre categorie di treni proseguono verso Basilea, Zurigo, San Gallo, Lucerna e Briga.
La stazione è stata inaugurata nel 1987.